# Ракетний корабель «Галілео»
Раке́тний корабе́ль «Галіле́о» (англ. Rocket Ship Galileo) — науково-фантастичний роман Роберта Гайнлайна, опублікований в 1947 році. Перший в серії романів для юнацтва, які щорічно автор писав для видавництва Скрібнер в 1947—1958 роках. За мотивами роману в 1950 році був знятий фільм «Місце призначення — Місяць», в якому Гайнлайн був одним з трьох співавторів сценарію. У 2012 році вийшов фільм «Залізне небо» зі схожим сюжетом.

## Сюжет
Після Другої світової війни три підлітки, захоплені конструюванням ракетної техніки, були залучені дядьком одного з них, доктором Каргрвесом, відомим фізиком, що брав участь у Мангеттенському проекті, для переобладнання купленої «поштової ракети». Вона була переобладнана на торієвій атомний двигун, що використовував цинк як метальний заряд. Вони проводили свої роботи в пустелі на взятій в оренду покинутій військовій базі, протистоячи спробам залякування та саботажу з боку невідомих агентів.
Після завершення модифікацій, вони називають ракету «Галілео» і стартують до Місяця. Після триденного польоту вони прибувають на поверхню Місяця і облаштовують там тимчасове помешкання на основі куонсетського ангара.
Коли вони розгорнули антену для радіозв'язку із Землею, то почули місцеву передачу, відправник якої обіцяє їх зустріти. Однак прибулий космічний човник одразу розбомблює їхню ракету.
На щастя, головні герої залишаються неушкодженими у непоміченому помешканні. Їм вдається захопити пілота у полон після приземлення. Він розповідає їм про нациську базу на Місяці, яка вже існує декілька місяців. На захопленому шатлі їм вдається раптово напасти і розбомбити базу.
База була облаштована на місці одного із підземних міст давньої місцевої цивілізації. Сама ж цивілізація зникла після ядерної війни, залишивши по собі тільки спалені кратери.
Коли захоплений в полон нацистський підполковник вбиває свого пілота, щоб змусити його замовчати, Каргрвес влаштовує суд і засуджує його до страти через викидання у вакуум. Каргрвес поміщає підполковника в шлюз і блефом змушує того розкрити секрети пілотування корабля.
Перед відльотом хлопці передають місцевій владі місце розташування прихованої нацистської бази на Землі, що веде до її знищення. Всі повертаються як герої.

## Критика
Письменник-фантаст і літературний критик Джек Вільямсон в своєму огляді у 1977 році підкреслював, що в цьому романі вже представлені магістральні теми творчості Гайнлайна, незважаючи на експериментальний характер твору, в якому автор ще шукав себе. Також він підкреслював, що сюжет роману тривіальний, а персонажі — стереотипні.
Р. Френсон в огляді 2012 року писав, що головним завданням Хайнлайна було виховання підлітків праволіберальних поглядів з твердим характером, і він зробив багато в цьому напрямку, починаючи з самих ранніх романів.

## Цитати
|  | Людина — не сукупність хімічних реакцій; вона є сукупністю ідей. Оригінальний текст (англ.) A man isn't a collection of chemical reactions; he is a collection of ideas. |